# Hylephila phyleus
Hylephila phyleus is een vlinder uit de familie dikkopjes (Hesperiidae). De soort komt voornamelijk voor in Canada en de Verenigde Staten.
De spanwijdte is ongeveer 25 millimeter. 

## Ondersoorten
- Hylephila phyleus phyleus (Drury, 1773)
- Hylephila phyleus eureka (Austin and J. Emmel, 1998)
- Hylephila phyleus muertovalle (Scott, 1981)